# Lista över insjöar i Upplands-Bro kommun
Detta är en lista över sjöar i Upplands-Bro kommun baserad på sjöns utloppskoordinat. Om någon sjö saknas, kontrollera grannkommunens lista eller kategorin Insjöar i Upplands-Bro kommun.

## Lista
| Namn          | Koordinat                                     | Sjöid         | VYID          | Yta (km²) | Strandlinje (km) | Höjd (m) | Maxdjup (m) | Volym (m³) | HARO  | Natura 2000 |
| ------------- | --------------------------------------------- | ------------- | ------------- | --------- | ---------------- | -------- | ----------- | ---------- | ----- | ----------- |
| Lejondalssjön | 59°32′30″N 17°41′15″Ö / 59.54161°N 17.68757°Ö | 660523-160785 | 660388-160648 | 2,72      | 14,3             | 18,9     | 14          |            | 61000 |             |
| Lillsjön      | 59°29′12″N 17°42′35″Ö / 59.48679°N 17.70976°Ö | 659771-160733 | 659781-160791 | 0,536     | 3,34             | 20       |             |            | 61000 |             |
| Lillsjön      | 59°31′22″N 17°47′28″Ö / 59.52275°N 17.79114°Ö | 660174-161265 | 660195-161240 | 0,0937    | 1,26             | 0        |             |            | 61000 |             |
| Lillsjön      | 59°33′23″N 17°33′12″Ö / 59.55631°N 17.55324°Ö | 660531-159884 |               | 0,048     |                  | 3        | 8,6         | 225 000    | 61000 |             |
| Rydjan        | 59°36′26″N 17°33′13″Ö / 59.60722°N 17.55358°Ö | 661122-159863 | 661098-159871 | 0,0638    | 1,11             | 40,2     |             |            | 61000 |             |
| Örnässjön     | 59°29′57″N 17°42′36″Ö / 59.49909°N 17.70992°Ö | 659842-160754 | 659918-160788 | 0,897     | 5,09             | 20       |             |            | 61000 |             |